# Jacobs University Bremen
De in 2001 opgerichte Jacobs University Bremen is een door de overheid erkende, Engelstalige private universiteit. Partner-universiteiten zijn Rice University in Houston en de Universiteit Bremen.
Onderwijs en onderzoek zijn georganiseerd in drie academische units: de School of Engineering and Science, de School of Humanities and Social Sciences en het Jacobs Center on Lifelong Learning and Institutional Development.
Goed gekwalificeerde studenten leren interdisciplinair in de techniek en natuurwetenschappen alsook de mens- en sociale wetenschappen. In het studiejaar 2012/2013 genoten aan de Jacobs University in Bremen-Grohn 1370 studenten uit 108 landen onderwijs van 130 professoren en talrijke gastwetenschappers. De selectie van studenten geschiedt onafhankelijk van hun financiële achtergrond. Een systeem van beurzen en andere vormen van financiële ondersteuning garandeert dat alle studenten die toegelaten worden ook daadwerkelijk aan de Jacobs University kunnen studeren. Alle Bachelors-studenten wonen op de campus in de Colleges.

## Externe link

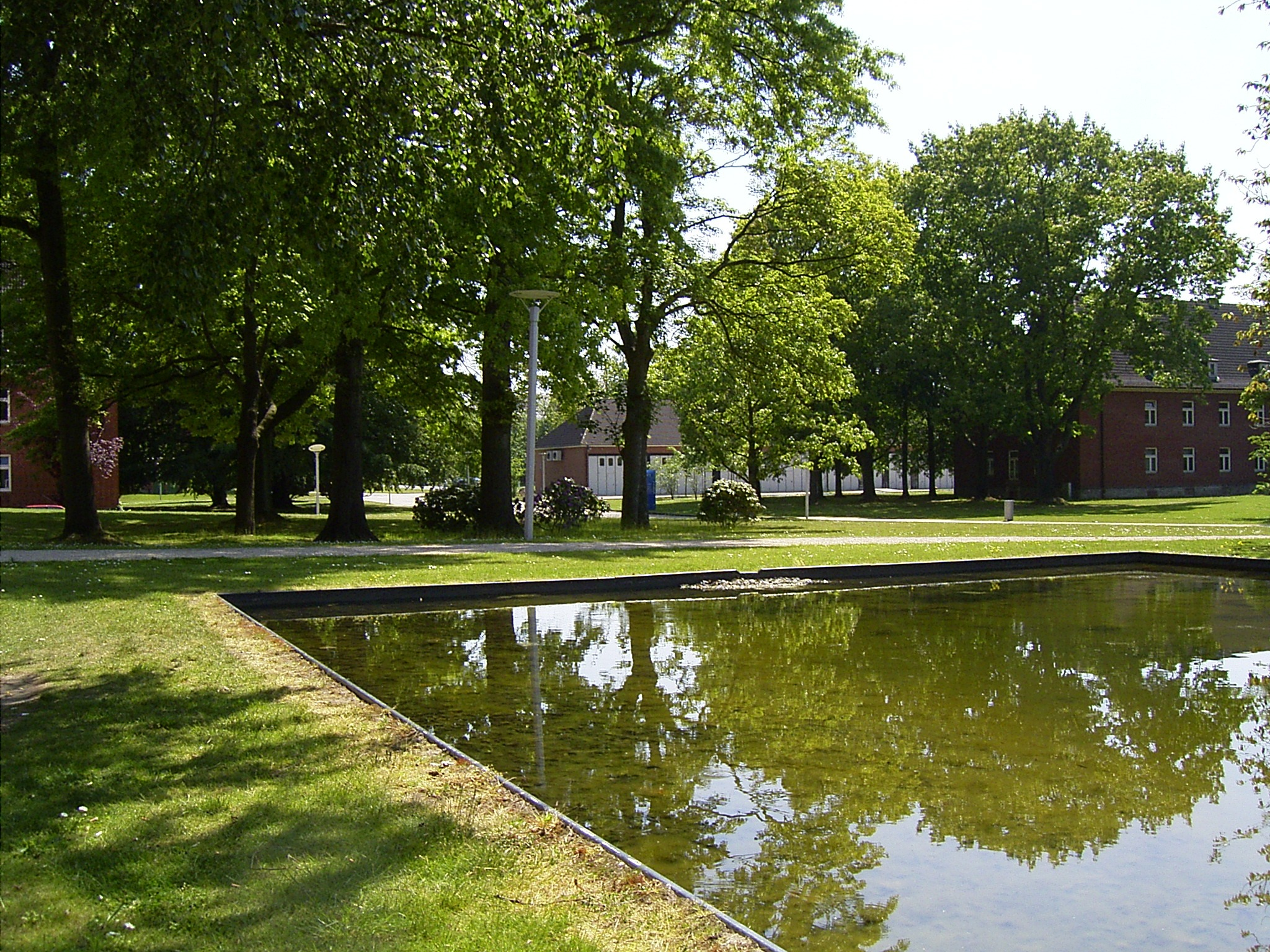
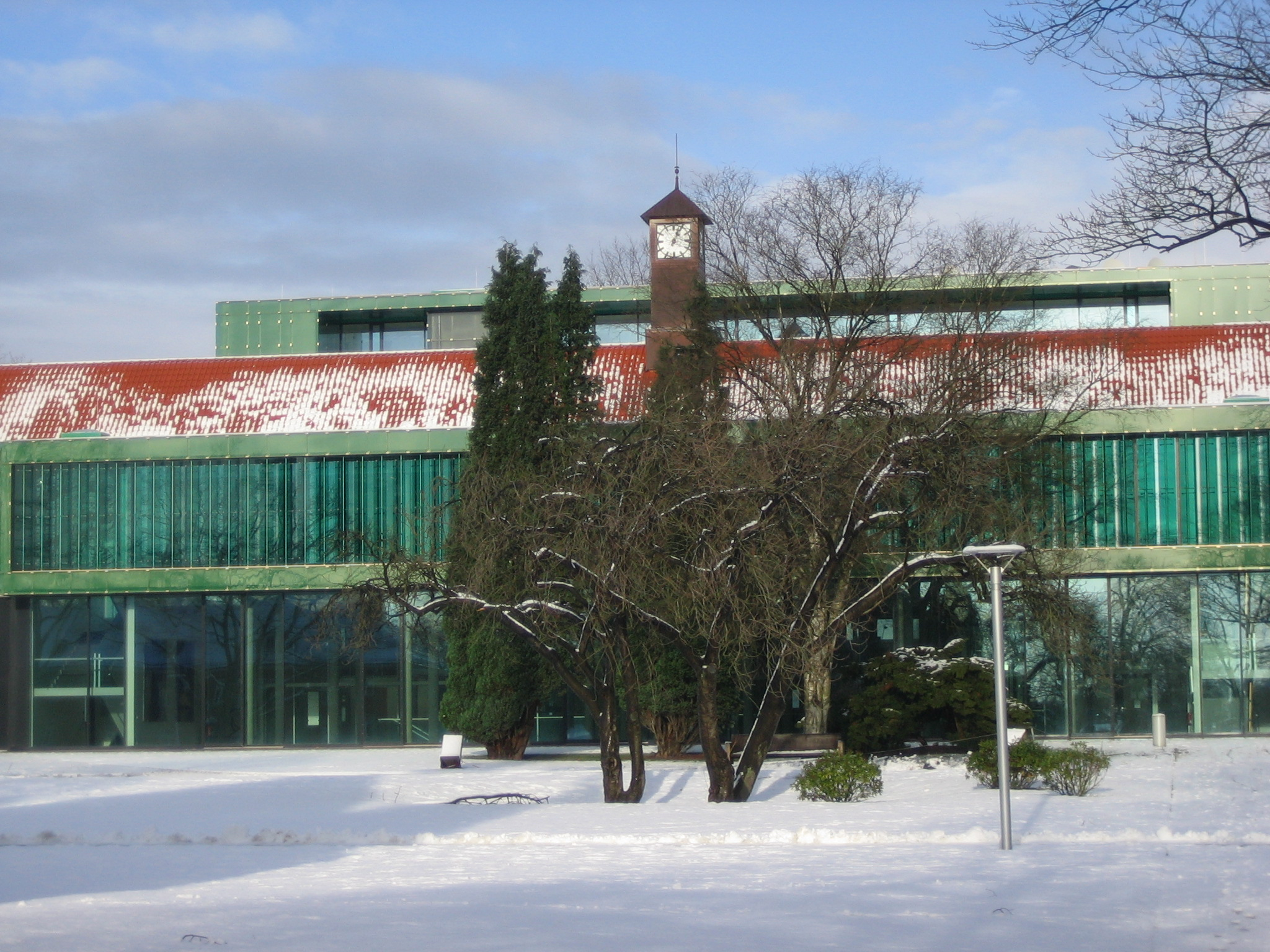
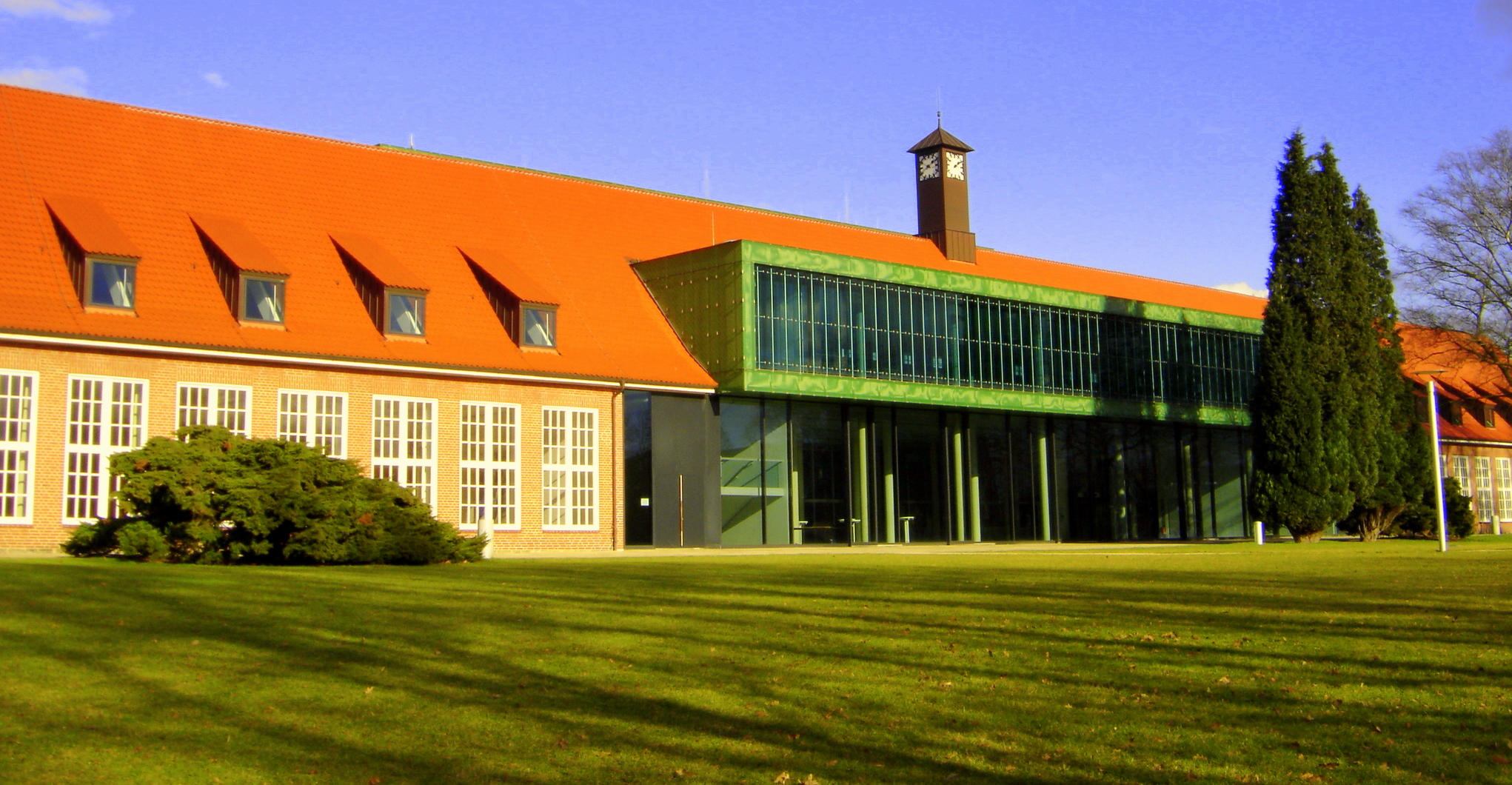
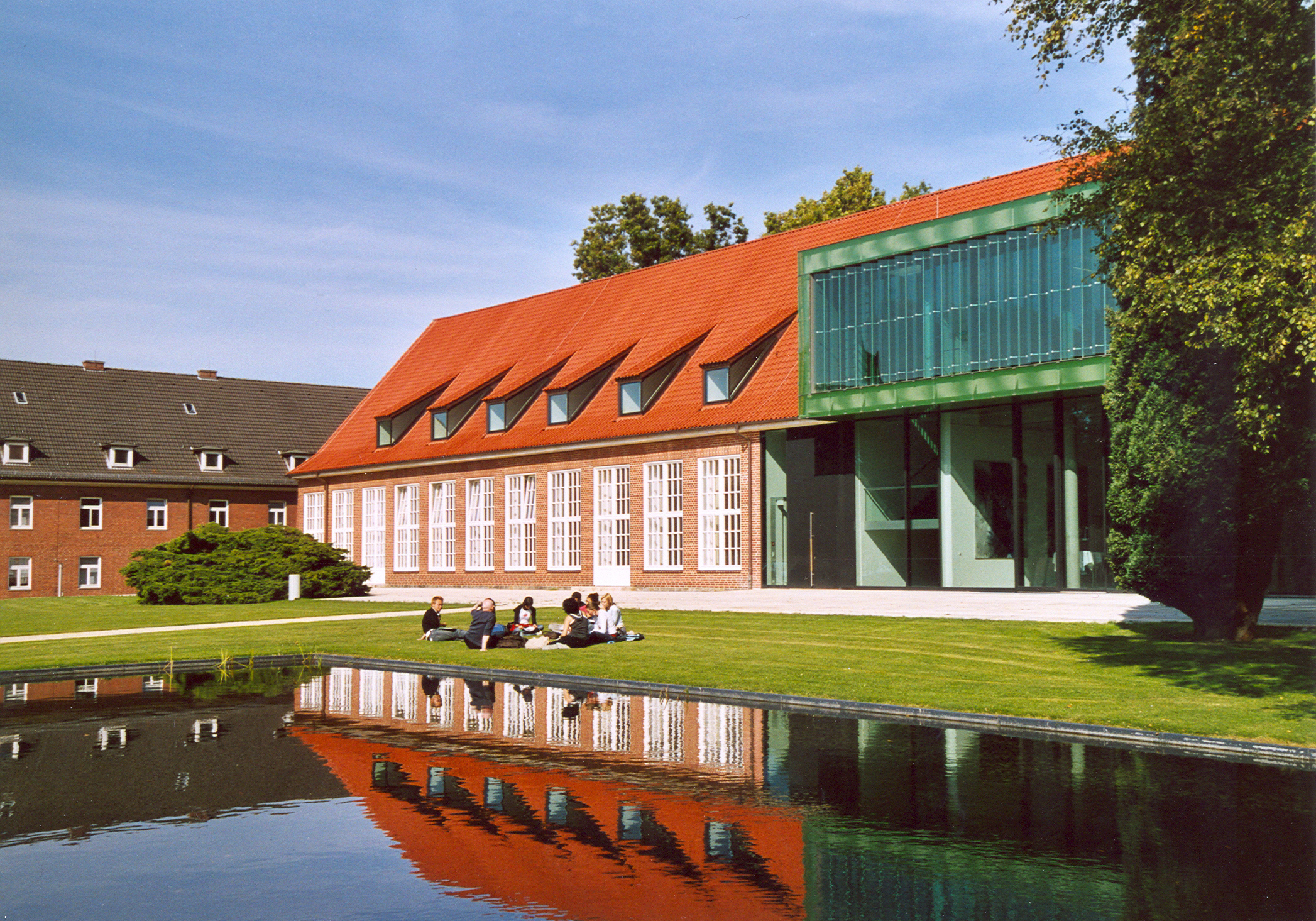